# Arlind Ajeti
Arlind Ajeti (Basilea, 25 de septiembre de 1993) es un futbolista suizo con nacionalidad albanesa que juega en la demarcación de defensa en el Bodrum F. K. de la Superliga de Turquía.
Es hermano de los también futbolistas Albian Ajeti y Adonis Ajeti.

## Selección nacional
Tras jugar en las selecciones inferiores de Suiza, finalmente se decantó por Albania, dado que tras el partido de clasificación para la Eurocopa entre Serbia y Albania de 2014, muchos descendientes de albaneses decidieran jugar para el combinado albanés.[cita requerida] Hizo su debut el 14 de noviembre de 2014 en un partido amistoso contra Francia que finalizó con un resultado de empate a uno tras los goles de Mërgim Mavraj y Antoine Griezmann por parte de Albania y Francia, respectivamente. También disputó un par de partidos de la clasificación para la Eurocopa 2016.

### Participaciones en Eurocopas
| Copa          | Sede     | Resultado    | Partidos | Goles |
| ------------- | -------- | ------------ | -------- | ----- |
| Eurocopa 2016 | Francia  | Primera fase | 2        | 0     |
| Eurocopa 2024 | Alemania | Primera fase | 3        | 0     |

### Goles internacionales
| # | Fecha              | Estadio                                     | Oponente | Gol | Resultado | Competición |
| - | ------------------ | ------------------------------------------- | -------- | --- | --------- | ----------- |
| 1 | 29 de mayo de 2016 | Profertil Arena Hartberg, Hartberg, Austria | Catar    | 1–1 | 3-1       | Amistoso    |

## Clubes
| Club                   | País      | Año       | Partidos | Goles |
| ---------------------- | --------- | --------- | -------- | ----- |
| F. C. Basilea "B"      | Suiza     | 2010-2015 | 67       | 4     |
| F. C. Basilea          | Suiza     | 2011-2015 | 56       | 1     |
| Frosinone Calcio       | Italia    | 2015-2016 | 16       | 1     |
| Torino F. C.           | Italia    | 2016-2017 | 5        | 1     |
| F. C. Crotone (cedido) | Italia    | 2017-2018 | 23       | 0     |
| Grasshoppers           | Suiza     | 2018-2019 | 16       | 2     |
| Vejle Boldklub         | Dinamarca | 2020      | 8        | 0     |
| A. C. Reggiana 1919    | Italia    | 2020-2021 | 25       | 2     |
| Calcio Padova          | Italia    | 2021-2022 | 22       | 1     |
| Pordenone Calcio       | Italia    | 2022-2023 | 33       | 6     |
| CFR Cluj               | Rumania   | 2023-2024 | 26       | 3     |
| Bodrum F. K.           | Turquía   | 2024-     | 30       | 0     |

## Palmarés

### Títulos nacionales
| Título             | Club          | País  | Año  |
| ------------------ | ------------- | ----- | ---- |
| Superliga de Suiza | F. C. Basilea | Suiza | 2012 |
| Copa de Suiza      | F. C. Basilea | Suiza | 2012 |
| Superliga de Suiza | F. C. Basilea | Suiza | 2013 |
| Superliga de Suiza | F. C. Basilea | Suiza | 2014 |
| Superliga de Suiza | F. C. Basilea | Suiza | 2015 |